# The Mummy (1959)
The Mummy is een Britse horrorfilm uit 1959, geproduceerd door Hammer Film Productions. De hoofdrollen werden vertolkt door Christopher Lee en Peter Cushing. De regie was in handen van Terence Fisher.

## Verhaal
De film begint in Egypte, in het jaar 1895. Een groep archeologen, waaronder John Banning, zijn vader Stephen Banning en zijn oom Joseph Whemple, is op zoek naar de tombe van prinses Ananka, de priesteres van Karnak. Ze vinden een tombe, maar een Egyptische man genaamd Mehemet Bey waarschuwt hen deze niet binnen te gaan. Stephen en Joseph negeren hem. In de tombe vinden Stephen en Joseph de sarcofaag van Ananka. Terwijl Joseph zich naar buiten haast om John het goede nieuws te vertellen, vindt Stephen naast de sarcofaag de legendarische boekrol van het leven. Hij leest de woorden hardop voor. Wanneer John en Joseph even later de tombe betreden, vinden ze Stephen in een staat van catatone verlamming. Ze verdenken meteen Mehemet Bey.
Drie jaar later ontwaakt Stephen eindelijk uit zijn verlamming. Hij heeft de afgelopen drie jaar doorgebracht in een inrichting in Engerfield, Engeland. Hij laat zijn zoon bij zich komen, en vertelt hem dat hij drie jaar geleden met de spreuk op de boekrol per ongeluk de mummie van de priester Kharis weer tot leven heeft gewekt. Kharis was de priester van Karnak, en eeuwige beschermer van prinses Ananka’s tombe. Hij was verliefd op de prinses, iets wat verboden was volgens de wetten destijds. Daarom werd hij veroordeeld voor eeuwig een soort levende dode te worden. Kharis zal nu ongetwijfeld proberen het trio op te sporen omdat ze Ananka’s tombe hebben onteerd. John gelooft zijn vader niet.
Ondertussen arriveert Mehemet Bey, die een aanbidder van Karnak blijkt te zijn, in Engerfield onder het alias van Mehemet Akir. Hij huurt een paar dronken mannen genaamd Pat en Mike in om een krat met daarin de slapende Kharis aan wal te brengen. De twee laten het krat per ongeluk in het water vallen. Hierop gebruikt Mehemet de boekrol van het leven om Karnak uit zijn kist te laten breken. Hij stuurt de mummie eerst op Stephen Banning af, die al snel door de mummie wordt vermoord. Niet veel later ondergaat Jospeh Whemple hetzelfde lot. John is getuige van de moord op zijn oom en probeert de mummie tevergeefs neer te schieten.
Scotland Yard-inspecteur Mulrooney wordt van Londen naar Engerfield gestuurd om de twee moorden te onderzoeken. Hij ondervraagt John, maar gelooft zijn verhaal niet omdat hij enkel vertrouwen heeft in harde feiten. Mulrooney ondervraagt nog een paar mensen, die allemaal beweren Kharis te hebben gezien. Ondertussen beseft John dat hij Kharis’ volgende slachtoffer zal zijn. Wanneer hij thuiskomt, valt het hem op dat zijn vrouw, Isobel Banning, sprekend lijkt op prinses Ananka. Niet veel later arriveert Mulrooney bij Johns huis. Hij is tot de conclusie gekomen dat er echt een mummie losloopt in Engerfield. Samen met John onderzoekt hij wie de mummie beheerst.
Mehemet Bey stuurt de mummie naar het huis van de Bannings om zijn laatste slachtoffer te doden. Wanneer Kharis Isobel ziet, stopt hij met zijn aanval en vertrekt. Bey stuurt Kharis later nog een keer op John af, maar Kharis lijkt meer geïnteresseerd te zijn in Isobel dan in het opvolgen van Bey’s bevelen...

## Rolverdeling
| Acteur            | Personage                       |
| ----------------- | ------------------------------- |
| Peter Cushing     | John Banning                    |
| Christopher Lee   | Kharis                          |
| Yvonne Furneaux   | Isobel Banning / Prinses Ananka |
| Eddie Byrne       | Inspecteur Mulrooney            |
| Felix Aylmer      | Stephen Banning                 |
| Raymond Huntley   | Joseph Whemple                  |
| George Pastell    | Mehemet Bey                     |
| George Woodbridge | P.C. Blake                      |
| Harold Goodwin    | Pat                             |
| Denis Shaw        | Mike                            |
| Willoughby Gray   | Dr. Reilly                      |
| Michael Ripper    | Stroper                         |

## Achtergrond
De filmtitel suggereert dat de film een remake is van de gelijknamige film uit 1932, geproduceerd door Universal Studios. De plot van de film is echter overgenomen van twee andere films van Universal: The Mummy's Hand en The Mummy's Tomb.